# Salt amb esquís als Jocs Olímpics d'Hivern de 1924
Als Jocs Olímpics d'Hivern de 1924 celebrats a la ciutat de Chamonix (França) es disputà una prova de salt amb esquís en categoria masculina. La prova es disputà el dia 4 de febrer de 1924 a les instal·lacions de Chamonix.

## Controvèrsia
Inicialment el noruec Thorleif Haug fou guardonat amb la medalla de bronze. L'any 1974 es descobrí que en la mesura s'havia produït un error de càlcul, motiu pel qual el Comitè Olímpic Internacional (CIO) decidí retirar-li la medalla i atorgar-la al nord-americà Anders Haugen.

## Comitès participants
Hi participaren un total de 27 saltadors de 9 comitès nacionals diferents.
| - Estats Units (3) - Finlàndia (2) - França (4) - Itàlia (2) - Noruega (4) |  | - Polònia (1) - Suècia (4) - Suïssa (4) - Txecoslovàquia (3) |

## Resum de medalles
| Prova           | Or                 | Argent      | Bronze        |
| Salt amb esquís | Jacob Tullin Thams | Narve Bonna | Anders Haugen |

## Medaller
| Posició | País         | Or | Argent | Bronze | Total |
| 1       | Noruega      | 1  | 1      | 0      | 2     |
| 2       | Estats Units | 0  | 0      | 1      | 1     |
|         |              |    |        |        |       |
| Total   | Total        | 1  | 1      | 1      | 3     |

## Resultats
| Lloc | Saltador               | Total  |
| ---- | ---------------------- | ------ |
| 1    | Jacob Tullin Thams     | 18.960 |
| 2    | Narve Bonna            | 18.689 |
| 3    | Anders Haugen          | 17.916 |
| 4    | Thorleif Haug          | 17.821 |
| 5    | Einar Landvik          | 17.521 |
| 6    | Axel-Herman Nilsson    | 17.146 |
| 7    | Menotti Jakobsson      | 17.083 |
| 8    | Alexandre Girard-Bille | 16.793 |
| 9    | Nils Lindh             | 16.737 |
| 10   | Franz Wende            | 16.480 |
| 11   | Sulo Jääskeläinen      | 16.418 |
| 12   | Nils Sundh             | 16.397 |
| 13   | Tuure Nieminen         | 16.262 |
| 14   | Lemoine Batson         | 16.200 |
| 15   | Klébert Balmat         | 15.500 |
| 16   | Harry Lien             | 14.917 |
| 17   | Luigi Faure            | 14.010 |
| 18   | Peter Schmid           | 13.437 |
| 19   | Mario Cavalla          | 12.605 |
| 20   | Karel Koldovský        | 12.501 |
| 21   | Andrzej Krzeptowski    | 12.458 |
| 22   | Gilbert Ravanel        | 12.397 |
| 23   | Hans Eidenbenz         | 10.313 |
| 24   | Xaver Affentranger     | 7.813  |
| 25   | Martial Payot          | 7.355  |
| 26   | Josef Bím              | 2.333  |
| —    | Louis Albert           | NF     |